# روش تحلیل هموتوپی

دو مسیر خط‌چین نشان داده شده در بالا نسبت به نقاط انتهایی آنها هم‌جایی هستند. انیمیشن نشان دهندهٔ یک هم‌جایی ممکن است.

روش تحلیل هموتوپی (HAM) (به انگلیسی: homotopy analysis method) (یا «روش تحلیل مانسته‌جایی»)، یک روش نیمه-تحلیلی برای حل معادله‌های دیفرانسیل غیرخطی معمولی/جزئی است. روش تجزیه و تحلیل هم‌جایی از مفهوم هم‌جایی از توپولوژی برای تولید یک جواب سری همگرا برای سامانه‌های غیرخطی استفاده می‌کند. این کار با استفاده از یک بسط هم‌جایی-مک‌لورن مربوط به غیرخطی بودن سیستم امکان‌پذیر است.
اچ‌ای‌ام برای اولین بار در سال ۱۹۹۲ توسط لیائو شیجون از دانشگاه جیائو تونگ شانگهای در رساله دکترای خود طراحی شد و در سال ۱۹۹۷ نیز اصلاح شد برای معرفی یک پارامتر کمکی غیر صفر، به عنوان پارامتر کنترل همگرایی، c 0، برای ساخت یک هم‌جایی بر روی یک دستگاه دیفرانسیل به شکل کلی. پارامتر کنترل همگرایی یک متغیر غیرفیزیکی است که راهی ساده برای درستی و واداشتن همگرایی یک سری‌های جواب فراهم می‌کند. قابلیت اچ‌ای‌ام برای نمایش به‌طور طبیعی همگرایی جواب سری‌ها در رویکردهای تحلیلی و نیمه-تحلیلی معادلات دیفرانسیل جزئی غیرخطی غیرمعمول است.